# Prečkanje Gibraltarske ožine
Za Prečkanje gibraltarskega preliva je predlagan most ali predor, ki bi prečkal Gibraltarski preliv in bi tako povezal Evropo z Afriko. Razdalja na najožjem delu ožine je 14,3 kilometrov.

## Most
Več inženirjev je predložilo predloge za most, ki bi bil dolg okrog 14 kilometrov. Predlagali so 910 metrov visoke podporne stolpe, z največjim razpono med stebri 5000 m - 2,5krat več kot trenutno najdaljši viseči most na svetu Akaši-Kaikjo.

## Predor
Tudi za Gibraltarski predor obstaja več predlogov. Španija je predlagala predor že leta 1930, vendar so bile kamnine pretrde za takratno tehnologijo. Na najožjem delu ožine je globina vode 900 metrov, rahlo na zahodu pa je globina samo 300 metrov. Predor naj bi bil dolg okrog 30-40 kilometrov. Trenutno je najgloblji predor na svetu Eiksund, ki je 287 metrov pod nivojem morja. 